# Instruktor (czasopismo ZHR)
Instruktor – miesięcznik, pismo kierowane do instruktorów ZHR wydawane w Warszawie.

## Indeks

### Pismo Instruktorek i Instruktorów ZHR
Warszawa, Wydawca: Związku Harcerstwa Rzeczypospolitej.
PL ISSN 1234-1290.
- Rok I(IV): 1994, nr 1(32) listopad
- Rok II(V): 1995, nr 2(33) styczeń – 12(43) grudzień
- Rok III(VI): 1996, nr 13/14(44/45) styczeń/luty – 22(53) grudzień
- Rok IV(VII): 1997, nr 23(54) styczeń – 31(62) grudzień
- Rok V(VIII): 1998, nr 32/33(63/64) styczeń/luty – 41(72) grudzień
- Rok VI(IX): 1999, nr 42/43(73/74)styczeń/luty – 51(82) grudzień
- Rok VII(X): 2000, nr 52(83)styczeń – 59(90)grudzień
- Rok VIII(XI): 2001, nr 60(91) styczeń/luty – 65(96) październik/listopad
- Rok IX(XII): 2002, nr 66(97) grudzień/styczeń – 67(98) luty–kwiecień
- Rok X(XIII): 2003, nr 68(99) styczeń/luty – 70(101) zima
- Rok XI(XIIII): 2004, nr 71(102) wiosna – 74(105) Powstanie Warszawskie
- Rok XII(XV): 2005, nr 76(107) zima – 80(111) jesień/zima
- Rok XIII(XVI): 2006, nr 81(112) zima/wiosna

### Załączniki do czasopisma Instruktor
Warszawa, Wydawca: Związku Harcerstwa Rzeczypospolitej.
PL ISSN 1641-0645.
„Kwartalnik Historyczny ZHR”
- Rok 1995, nr 1 (wrzesień) – 2 (grudzień)
- Rok 1996, nr 3–4 (maj)
- Rok 1997, nr 5 (styczeń)
- Rok 1998, nr 6 (wrzesień)
- Rok 1999, nr 7 (styczeń/luty)
- Rok 2000, nr 7 (sierpień)

## Redaktorzy naczelni
- hm. Paweł Zarzycki
- phm. Karol Wesołowski
- phm. Eliza Dzwonkiewicz
- hm. Izabela Paczesna